# Religiosas Ursulinas de la Unión Romana
La Unión romana de la Orden de Santa Úrsula (en latín: Unio Romana Ordinis Sanctae Ursulae) es una Congregación religiosa católica de derecho pontificio, cuyo origen se remonta a la Orden fundada por Ángela de Mérici en 1535, en Brescia (Italia). Luego de las supresiones del siglo XVIII, se restauraron diversos monasterios de ursulinas, que con el tiempo se fueron uniendo en distintas congregaciones. Así, el 15 de noviembre de 1900, con la unión de 63 monasterios en el mundo bajo una misma superiora general y casa general en Roma surge esta congregación. Las hermanas del instituto son conocidas como Religiosas ursulinas de la Unión Romana, tiene por lema Soli Deo Gloria («Solo a Dios sea la Gloria») y posponen a sus nombres las siglas O.S.U.

## Historia

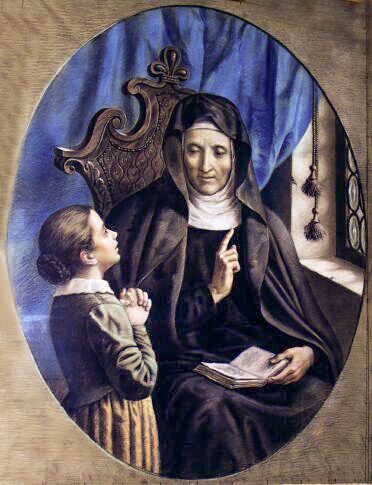
Ángela de Mérici (1474-1540), fundadora de la Orden de Santa Úrsula, por tanto, es considerada, fundadora de la Unión Romana.

### Origen
La Compañía de Santa Úrsula fue fundada en 1535, en Brescia, Italia, por Ángela de Mérici, como una sociedad de maestras seculares, pero a partir del siglo XVII, en el norte de Italia y en Francia, empezaron a llevar vida común y a profesar votos solemnes dando origen a la Orden de Santa Úrsula formada por monjas de clausura.

### Unión Romana
El monasterio de las ursulinas de Roma fue fundado en 1688 por la congregación de las ursulinas de Bordeaux. De él, surgiría más tarde los monasterios de Calvi, en Umbría, (1718). Luego de la unificación de Italia muchas propiedades de estos monasterios fueron confiscadas y fueron obligadas a la clausura. Se les prohibió la aceptación de novicias, por ello los dos monasterios se vieron obligados a pedir ayuda a las ursulinas de Blois (Francia), para que recibieran a sus postulantes y las formaran.
Las normas canónicas no consentían a las ursulinas claustrales, organizadas en casas autónomas, de cumplir el noviciado en monasterios diversos al propio. Por ello, el papa León XIII, en 1878 decretó la unión de las casas de Blois, Roma y Calvi. El papa aconsejó además que todos los monasterios de la Orden se unieran en una única congregación centralizada, bajo la autoridad de una superiora general, residente en Roma. El cardenal Vannutelli, por orden del papa, escribió una carta a todos los obispos donde se encontraban monasterios de ursulinas para que empujaran a las monjas a unirse en una mismo instituto.
El 15 de noviembre de 1900 se reunieron en Roma las delegadas de 71 monasterios de ursulinas, 63 de los cuales optaron por adherirse a la unión. De esa manera se constituyó la llamada «Unión Romana de la Orden de Santa Úrsula», con presencia en Austria-Hungría, Brasil, Francia, Alemania, Reino Unido, Indonesia, Italia, Países Bajos y Estados Unidos. El papa León XIII promulgó el decreto de aprobación de la Unión el 17 de junio de 1903 y el 17 de septiembre del mismo año aprobó las Constituciones.
El 17 de septiembre de 1905, el papa Pío X exhortó a los monasterios que aún no se habían unido a adherirse a la Unión Romana, mediante el motu proprio Apostolicae Sedis. Ante los consejos del papa se agregan a la Unión Romana algunos monasterios de México (1910) y Perú (1936) Como resultado de estas continuas invitaciones se adhirieron a la Unión Romana los monasterios de México (1910). Además tres congregaciones independientes se adhirieron a la congregación, a saber: la Unión de Roermond (1928), la Unión Polaca (1935) y la Unión Weltevreden (1939). Con esta última, en 1939, las ursulinas contaban con más de 7000 religiosas en todo el mundo.

### Supresiones

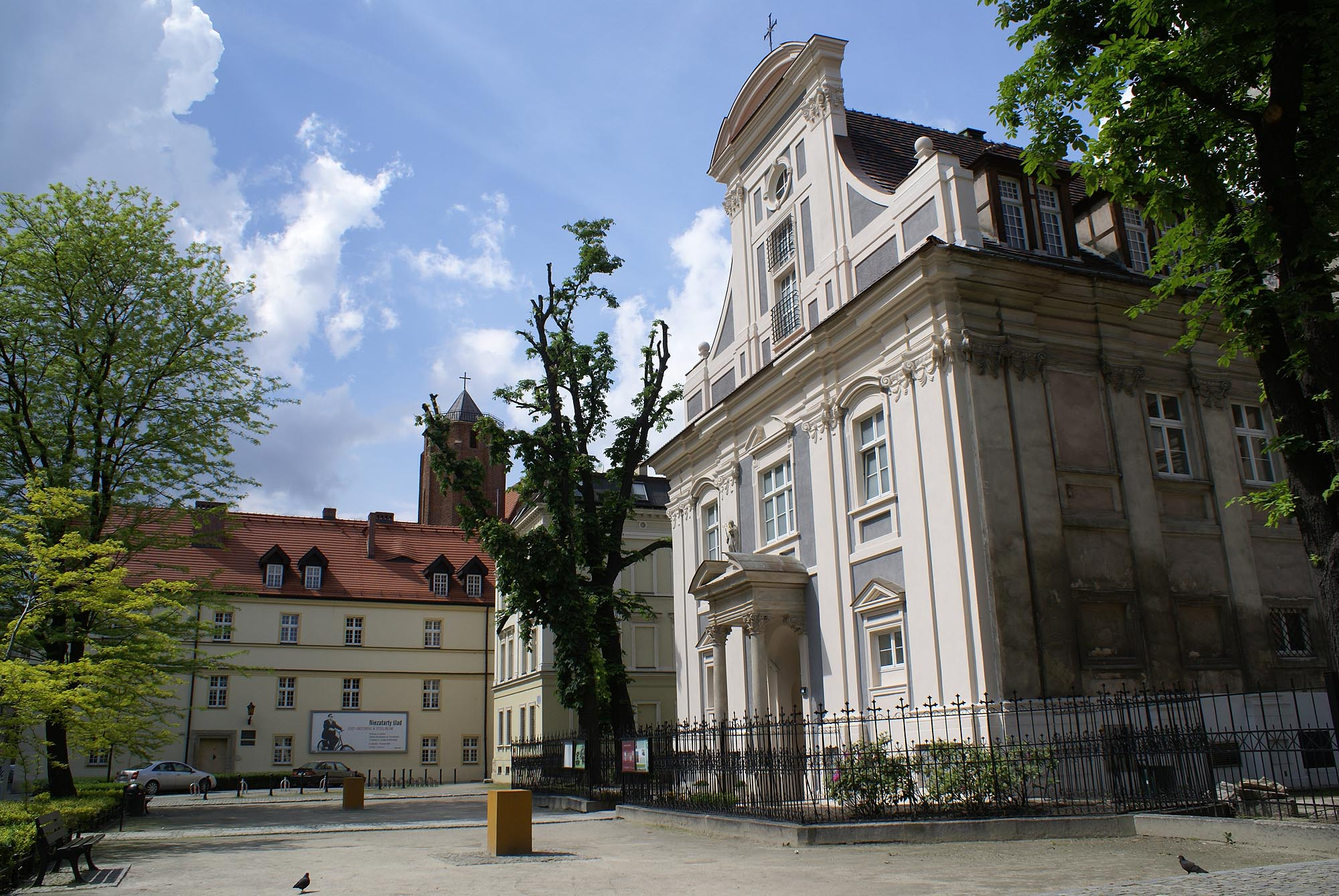
Casa e iglesia de las Ursulinas de Unión Romana en Breslavia, Polonia.

Las ursulinas de la Unión Romana, a inicios del siglo XX en Europa, sufrieron las consecuencias de algunas legislaciones anticlericales, como las de Francia y Portugal que suprimieron los monasterios en sus respectivos territorios; y las de México, durante la revolución, que les permitió trabajar pero sin identificación religiosa alguna.
Durante la Segunda Guerra Mundial (1939-1945), se destruyeron muchas casas en Francia, Polonia, Bélgica, Italia, Países Bajos e Indonesia. 72 religiosas de la congregación murieron en los campos de concentración del Extremo Oriente y dos en los de los Polonia. A mediados de siglo, se suprimieron los conventos de China, Cuba y Guinea y las religiosas fueron expulsadas de dichas naciones u obligadas a secularizarse. En otros países como Hungría, Rumanía y Checoslovaquia, bajo el dominio comunista, a la congregación les confiscaron sus bienes y las religiosas fueron encarceladas. Mientras que en Polonia, y Yugoslavia se les permitió continuar con su labor bajo estricta vigilancia del Estado.

### Prioras generales
- María de San Julián Aubry (1900-1909)
- María Ángela de Nuestra Señora Lorenzutti (1909-1926)
- María de San Juan Martin (1926-1959)
- María Felicia Pastoors (1959-1971)
- Giuditta Miedzelfel (1971-1983)
- Cecilia Wang (2008- en el cargo)

## Signos

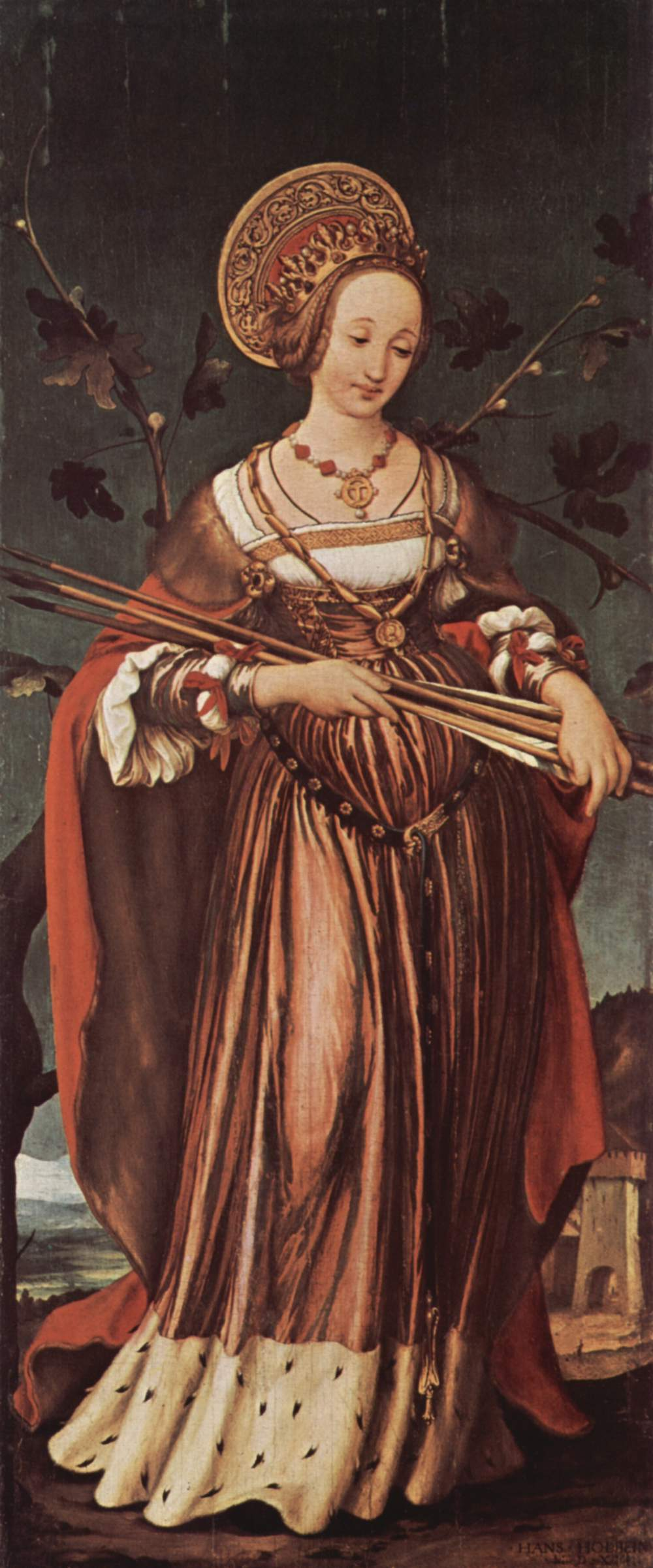
Santa Úrsula, pintura de Hans Holbein el Joven en Galería Nacional de Arte de Karlsruhe.

### Escudo
El Capítulo general de 1947 decretó la elaboración de un nuevo emblema para la congregaión. Siguiendo lo mandado, la priora general, María de San Juan Martin, elaboró el escudo de la Unión Romana basándose en el de la Orden de Santa Úrsula, elaborado por el rey Enrique IV de Francia en 1607, para las ursulinas de París. El lema a sus pies, "Soli Deo Gloria" («La Gloria solo para Dios»), significando el único deseo de la fundadora, Ángela de Mérici.
En la parte derecha del escudo, el color azul celeste significa la apertura del alma de Angela. Un fuego que simboliza el amor que rodea los signos de la Pasión (cruz, corona de espinas y clavos) y las iniciales entrelazadas de Jesús y de María. Tres lirios florecen en un rectángulo de color azul profundo, simbolizando la eternidad. A cada lirio corresponde una virtud: virginidad, materni dad y caridad, que deben caracterizar a las ursulinas.
En la izquierda, un laurel plantado en una montaña verde y en el fondo un cielo plateado. La montaña representa el monte de Dios, y el laurel, símbolo de la victoria, gloria e inmortalidad de santa Úrsula en su martirio. En el rectángulo dorado (color de la caridad) una paloma blanca que representa el Espíritu de amor del Padre y del Hijo.

## Actividades y presencia
Las ursulinas de la Unión Romana se dedican esencialmente a la instrucción y a la educación cristiana de la juventud.
En 2017, las religiosas ursulinas eran unas 1.671, repartidas en 211 casas, presentes en Australia, Austria, Barbados, Bélgica, Bosnia Herzegovina, Botsuana, Camboya, Camerún, Chile, China, Croacia, Eslovaquia, Eslovenia, España, Estados Unidos, Filipinas, Francia, Grecia, Guyana, Hungría, Indonesia, Irlanda, Italia, Jamaica, Kenia, México, Países Bajos, Perú, Polonia, Reino Unido, República Checa, Rumanía, Senegal, Sudáfrica, Taiwán, Tailandia, Timor Oriental, Ucrania y Venezuela. La casa general se encuentra en Roma y su actual superiora general es la religiosa china Cecilia Wang.

## Ursulinas de la Unión Romana ilustres
- Santa Ángela de Mérici (1474-1550), fundadora de la Orden de Santa Úrsula por tanto es también considerada la fundadora de la Congregación de la Unión Romana.[8]
- Beata María Clemente de Jesús Crucificado Staszewska (1890-1943), mártir polaca durante la Segunda Guerra Mundial, beatificada por Juan Pablo II en un grupo de 108 mártires polacos, el 13 de junio de 1999.[9]

- Vincentia del Niño Jesús (1852-1902) monja mística austrohúngara, fundadora del grupo de oración del emperador Carlos I de Austria y IV de Hungría.[10]
- Beata Blandina del Sagrado Corazón (1883-1918), educadora.
- Santa Úrsula Ledóchowska (1865-1939) fundadora de la Congregación de Hermanas Ursulinas del Sagrado Corazón de Jesús Agonizante.